# Teretrius taichii
Teretrius taichii är en skalbaggsart som beskrevs av Ôhara 2008. Teretrius taichii ingår i släktet Teretrius och familjen stumpbaggar. Inga underarter finns listade i Catalogue of Life.